# Alison Fulton
Alison Fulton (* um 1960, geborene Alison Bryson) ist eine schottische Badmintonspielerin. 

## Karriere
Alison Bryson gewann 1978 und 1979 die French Open im Dameneinzel und siegte 1981 erstmals bei den schottischen Einzelmeisterschaften, wo sie in den drei folgenden Jahren ebenfalls erfolgreich war. 1983 siegte sie bei den Irish Open, 1983 erneut bei den French Open. 1984 gewann sie den Titel im Damendoppel bei den Scottish Open.

## Sportliche Erfolge
| Saison | Veranstaltung                     | Disziplin   | Platz | Name                            |
| ------ | --------------------------------- | ----------- | ----- | ------------------------------- |
| 1978   | French Open                       | Dameneinzel | 1     | Alison Bryson                   |
| 1979   | French Open                       | Dameneinzel | 1     | Alison Bryson                   |
| 1981   | French Open                       | Mixed       | 1     | Nigel Tier / Alison Fulton      |
| 1981   | Schottland: Einzelmeisterschaften | Damendoppel | 1     | Pamela Hamilton / Alison Fulton |
| 1982   | Schottland: Einzelmeisterschaften | Damendoppel | 1     | Pamela Hamilton / Alison Fulton |
| 1982   | Irish Open                        | Damendoppel | 1     | Pamela Hamilton / Alison Fulton |
| 1983   | French Open                       | Dameneinzel | 1     | Alison Fulton                   |
| 1983   | French Open                       | Damendoppel | 1     | Alison Fulton / Jill Benson     |
| 1983   | Schottland: Einzelmeisterschaften | Dameneinzel | 1     | Alison Fulton                   |
| 1983   | Schottland: Einzelmeisterschaften | Damendoppel | 1     | Pamela Hamilton / Alison Fulton |
| 1984   | Scottish Open                     | Damendoppel | 1     | Barbara Beckett / Alison Fulton |
| 1984   | Schottland: Einzelmeisterschaften | Dameneinzel | 1     | Alison Fulton                   |
| 1984   | Schottland: Einzelmeisterschaften | Damendoppel | 1     | Morag Johnson / Alison Fulton   |